# والتر تال
كان والتر دانيال جون تال (28 أبريل 1888 - 25 مارس 1918) لاعب كرة قدم إنجليزيًا محترفًا وضابطًا بالجيش البريطاني من أصل أفريقي كاريبي. لعب كمهاجم داخلي ونصف ظهير لكلابتون وتوتنهام هوتسبر ونورثامبتون تاون وكان ثالث شخص من تراث مختلط يلعب في دوري الدرجة الأولى لكرة القدم بعد آرثر وارتون وويلي كلارك. كما كان أول لاعب أسود يتم توقيعه مع رينجرز في عام 1917 أثناء وجوده في اسكتلندا.
خلال الحرب العالمية الأولى، خدم تال في فوج ميدلسكس بما في ذلك كتيبتا لاعبي كرة القدم. تم تكليفه برتبة ملازم ثان في 30 مايو 1917 وقتل في معركة في 25 مارس 1918.